# Ancienne Ville
L’Ancienne Ville est le quartier nord du centre-ville de Metz : il est composé des Hauts-de-Sainte-Croix et du quartier historique Outre-Seille. Le quartier contraste avec le quartier de Metz-Centre par sa vocation plutôt culturelle : les musées de la Cour d’Or (archéologie, architecture, beaux-Arts), les archives municipales, le conservatoire de musique, le caveau des Trinitaires (concerts), l’ancien Carmel (théâtre), l’Institut européen d’écologie…

## Géographie

### Localisation
Il est traversé par la Moselle et la Seille, incorporant Metz-Centre qui est le berceau et le cœur commerçant de la ville.

#### Communes limitrophes
| Metz quartier Les Îles | Metz quartier Les Îles       | Metz quartier Bellecroix         |
| Metz quartier Les Îles | Ancienne Ville (Metz)        | Metz quartier Bellecroix         |
| Longeville-lès-Metz    | Metz quartier Nouvelle Ville | Metz quartier Plantières Queuleu |

## Histoire
L'histoire de ce quartier remonte à l'époque romaine où l’axe Nord/Sud, le « cardo » reliait Marseille à Trèves, et l’axe Est/Ouest, le « decumanus » (Fournirue) reliait Reims à Strasbourg.
La colline Sainte-Croix, qui culmine à 183 m, représente le cœur historique de la ville : c’est l’emplacement de l’oppidum des Médiomatriques à l’époque gallo-romaine de Divodurum. Elle est délimitée par la Moselle au nord, par la Seille à l’est et autrefois aussi au sud. En fait, un des bras de la Seille a été asséché par les Allemands au début du XXe siècle, en bas du jardin des Tanneurs qui relie les deux quartiers par une très forte pente. C’est d’ailleurs pour cela que le quartier Outre-Seille est ainsi nommé. Aujourd’hui la Seille se situe à l’est du quartier. Il comprend des maisons anciennes dans une ambiance de quartier populaire traditionnel, avec des artisans, des commerces de proximité et des magasins à spécialité orientale, notamment rue des Allemands.
La construction du boulevard Paixhans et des villas le bordant fait suite au démantèlement des remparts médiévaux et remblais de leurs fossés au début du XXe siècle. Le boulevard est nommé ainsi en souvenir du général d’artillerie Henri-Joseph Paixhans, la voie était autrefois appelée rue militaire, rue du rempart des Juifs, rue du rempart de l’arsenal, à cause de l’ancien arsenal d’artillerie proche.

## Urbanisme

### Morphologie urbaine
L'Ancienne Ville de Metz est le berceau de celle-ci avec un plateau piétonnier de 52 000 m2 et est une des premières villes piétonnes de France.
La place Saint-Jacques occupe l’emplacement du forum antique, la place Saint-Louis était la grande place commerçante et accueillait les changeurs au Moyen Âge.

### Logement
Le quartier à environ 8 291 logements soit 14.2 % du nombre de logements de Metz.

## Démographie
Le centre ville compte 13 456 habitants au 1re janvier 2010 soit 11 % de la population totale de la ville avec une superficie de 177 hectares. La densité est de 7 657 hab/km² avec une évolution de la population de + 8.2 % entre 1990 et 1999.

## Curiosités, lieux et bâtiments remarquables
- sur le site présumé de l’ancien palais des maires d’Austrasie et alentours :
  - musées de Metz dit de la Cour d’Or, grange Chèvremont (1457) ;
  - l’ancienne chapelle des Jésuites (1851) (église des Carmes, Les Trinitaires fin du XXe siècle) ; l’ancienne église des Trinitaires (1720) sert aujourd’hui de lieu culturel d’exposition ;
  - des vestiges de murs romains ayant appartenu à l’ancien palais et un puits de la même époque dans la caveau du n° 4 de la rue des Trinitaires, c’est-à-dire à l’emplacement de l’instrumentarium de Carrefour ;
- quartier « Les Piques »,  :
  - ancien Rimport (port de Metz) où accostaient les bateaux venant de Hollande et d’Allemagne ;
  - la rue Fleur de Lys prend le nom « des Piques » en 1793 à cause de l’entrepôt d’armes de la grange Saint-Antoine ;
  - tympan de la porte de la maison n° 5 porte l’inscription « Maison de la fleur de lys », cette hôtellerie existait déjà en 1565 ; la façade présente des fenêtres à tympan de style gothique flamboyant (XVe siècle) et des arcades Renaissance.
  - église Saint-Pierre, démolie en 1862 : les deux tiers des bâtiments de l’abbaye sont également détruits pour de nouvelles constructions ;

- remparts nord de la ville le long des berges :
  - le long de la Moselle, les tours des Tysserans, des Chêvriers, des Wercolliers, des Coustelliers ;
  - au point de confluence la Tour au Diable ;
  - en remontant le long de la Seille, les tours des Mareschaulx, des Chauldronniers, des Massons, des Tailleurs ;
  - plus au sud les anciennes portes Sainte-Barbe et Chandellerue ; la tour Dex ;
  - à l’est la porte des Allemands ;
- le cloître des Récollets (Institut européen d’écologie et archives municipales), XIVe siècle ;
- places :
  - la place Mazelle : au sud du quartier Outre-Seille, place du marché au Moyen Âge ;
  - la place des Charrons, XVIIIe siècle ;
  - la place des Paraiges ;
  - la place Sainte-Croix ;
- maisons notables :
  - l’hôtel de Malte, 9 rue des Murs, propriété de l’ordre de Malte de 1565 à la Révolution ;
  - l’hôtel Saint-Livier, XIIe siècle : actuel fonds régional d’art contemporain de Lorraine : 1 bis rue des Trinitaires ;
  - l’hôtel de la Bulette, maison gothique du XIIIe siècle ;
  - la grange des Antonistes, XIVe siècle ;
  - l’hôtel de Burtaigne, 1531, place des Charrons ;
  - la maison de Rabelais, XVIe siècle, en Jurue, détruite dans les années 1960 ;
- le jardin des Tanneurs : au-dessus de la rue des Tanneurs sur le flanc sud-est de la colline Sainte-Croix ;
- la cité administrative ;
- maison du bâtiment et des travaux publics ;
- l’hôpital maternité Sainte-Croix ;
- la maison natale de Gabriel Pierné à 3 rue des Trinitaires[5] ;
- les caves au no 5 rue de la Glacière servaient au XVIIIe siècle à conserver des blocs de glace tout le long de l’année, cette pratique a donné son nom à la rue. Les caves sont aujourd’hui transformés en équipement culturel et sportif par Carrefour ;
- la direction du matériel de la Région Terre Nord-Est ;
- caserne des sapeurs-pompiers[6], à l’emplacement de l’ancienne caserne Féraudy, 2 rue Henry-de-Ranconval, architecte Georges-Henri Pingusson, 1953-1960 ;
- Carrefour Juniors, centre de loisir sans hébergement : 6 rue Marchant ;
- les maisons de retraite Home Israélite (41 rue du Rabbin Élie-Bloch) et Saint-Dominique (19 rue Marchant) ;

### Édifices religieux
- l’église Saint-Maximin : 68 rue Mazelle, XIIe siècle ;
- l’église Saint-Eucaire : entre la rue Saint-Eucaire et la rue des Allemands, XIIe siècle ;
- l’église Sainte-Ségolène : place Jeanne-d’Arc, XIIIe siècle ;
- la chapelle Saint-Genest, hôtel particulier gothique construit aux XIIe siècle, réaménagé en chapelle par l’ordre de Malte au milieu du XVIe siècle ;
- ancienne église des Trinitaires, 1720 ;
- la synagogue, 39 rue du Rabbin Élie-Bloch, architecte Nicolas-Maurice Derobe, 1850 ;
- la chapelle des Jésuites de Metz, 1851 ;
- le temple luthérien (ou église de la Confession d’Augsbourg d’Alsace et de Lorraine) construit en 1893 : 41 rue Mazelle.
- l’ancienne église des Grands-Carmes, en ruine ;
- l’ancienne église des Petits-Carmes (actuellement musées de Metz) ;

### Enseignement
- le conservatoire à rayonnement régional Gabriel-Pierné : rue du Paradis ;
- l’école de la rue Paixhans (Volksschule in der paixhansstrasse), 1907, actuelle école élémentaire Chanteclair-Debussy : 29-31 boulevard Paixhans ;
- l’institut universitaire de formation des maîtres (IUFM) : 16 boulevard Paixhans ;
- le collège Arsenal et son gymnase : 2 rue du Général-Fournier ;
- le collège Taison ;
- l’ensemble scolaire privé catholique de la Miséricorde, 11 rue des Récollets ;
- l’école maternelle et primaire Saint-Eucaire : 6 rue de l’Épaisse-Muraile ;
- l’école privée Nathanaël (jardin d’enfant et école primaire) : 39 rue du Rabbin-Élie-Bloch ;
- le centre de formation pédagogique Lorraine-Alsace de l’enseignement catholique : 6 boulevard Paixhans.